# Pilspetsmygga
Pilspetsmygga (Culiseta fumipennis), pilspetsmygga, är en tvåvingeart som först beskrevs av Stephens 1825.  Culiseta fumipennis ingår i släktet Culiseta och familjen stickmyggor. Arten är reproducerande i Sverige. Inga underarter finns listade i Catalogue of Life.